# Mandarine Napoléon
Mandarine Napoléon is een Belgische vruchtenlikeur, gedistilleerd volgens een recept dat meer dan een eeuw oud is. Het is de vrucht van een harmonieus samengaan van mandarijnen en alcohol. Zijn pit en karakter bloeien open na geduldig rijpen in kelders.
De Mandarine Napoléon wordt puur of in cocktails gedronken en dient als basis in talrijke culinaire bereidingen.

## Geschiedenis
Deze honderdjarige likeur werd bedacht door Antoine François de Fourcroy (1755-1809). Hij was scheikundige en zoon van de apotheker van de Hertog van Orléans. Antoine François deed studies geneeskunde en werd leraar aan de Academie van Schone Kunsten. Nadat hij opgenomen werd in de Koninklijke Academie voor Wetenschappen, werd hij medewerker van Lavoisier, de vermaarde Franse scheikundige en stichter van de moderne scheikunde.
Tijdens de Franse Revolutie werd Antoine François de Fourcroy, in 1793, benoemd tot directeur van het “Comité de l’Éducation Publique”. Zijn carrière ging in stijgende lijn tijdens het Directoire en tijdens het Keizerrijk. Als lid van de “Conseil d’État” onder Napoleon I, werd hij verheven tot Graaf van het Keizerrijk en werd hij onderscheiden met de graad van “Commandeur de la Légion d’Honneur”.
Antoine François de Fourcroy had regelmatig een bijeenkomst met de keizer en noteerde de opvallendste punten van deze gesprekken in zijn dagboek. Een van de aantekeningen over het privéleven van de keizer lag aan de wieg van de Mandarine Napoléon. Mandarijnen en tangerines deden hun intrede in Europa omstreeks 1800. Mandarijnen, uitheemse vruchten, waren bekend om hun opwekkende eigenschappen en het werd gebruikelijk een mandarijnmaantje in zijn cognac te soppen te leggen.
Aan het einde van de 19e eeuw werd het verloren gewaande recept van de Mandarine Napoléon herontdekt en die likeur werd in 1892 voor het eerst op de markt gebracht onder de naam “Mandarine Napoléon, Grande Liqueur Impériale” door het Belgische bedrijf "Fourcroy". De groep is ook eigenaar van het "Domaine Napoléon" te Seclin in de buurt van het Franse Rijsel. Dit domein is deels gericht op de likeur en bevat onder meer een museum.

## De likeur
Mandarine Napoléon is een vruchtenlikeur met een alcoholpercentage van 38%. De likeur is gemaakt op basis van cognac en mandarijnen, aangevuld met kruiden en specerijen en de kleurstoffen karmijnrood en karamel. Het geheime recept werd overgedragen van vader op zoon en was top secret van vijf generaties Fourcroys, die deze likeur in meer dan 137 landen verspreidden.

## Eigenaar
Sinds 1892 was Mandarine Napoléon in handen van de wijnhandelaars "Fourcroy" te Eigenbrakel. De likeur wordt in België gedistilleerd. In 2009 werd Mandarine Napoléon overgenomen door de Nederlandse drankenproducent Koninklijke De Kuyper.